# 양철호
양철호(梁喆浩, 1975년 5월 25일 ~ )는 대한민국의 배구인이다.
| 전임 황현주 | 수원 현대건설 힐스테이트 감독 2014-2017 | 후임 이도희 |